# Oldenlandia umbellata
Oldenlandia umbellata là một loài thực vật có hoa trong họ Thiến thảo. Loài này được L. mô tả khoa học đầu tiên năm 1753.